# Elecciones al Parlamento de las Islas Baleares de 2019
Las Elecciones al Parlamento de las Islas Baleares de 2019. Fueron las novenas elecciones autonómicas baleares desde la aprobación del estatuto de autonomía en 1983, y sirvieron para renovar los 59 diputados del Parlamento. Dieron paso a la X Legislatura del período autonómico.

## Resultados
|  | 117.480 Votos |

|  | 27,29 % |

|  | 95.295 Votos |

|  | 22,21 % |

|  | 41.824 Votos |

|  | 9,71 % |

|  | 42.519 Votos. |

|  | 9,88 % |

|  | 39.415 Votos |

|  | 9,21 % |

|  | 34.871 Votos |

|  | 8,12 % |

|  | 31.348 Votos |

|  | 7,33 % |

|  | 2.036 Votos |

|  | 0,48 % |

|  | 6.058 Votos |

|  | 1,40 % |

## Elección e investidura de la Presidenta de las Islas Baleares
La votación para la investidura de la Presidenta de las Islas Baleares en el Parlamento tuvo el siguiente resultado:
| Candidato                     | Fecha                                                   | Voto       |    |    |   |   |   |   |   |   | Gent per Formentera | Total |
| ----------------------------- | ------------------------------------------------------- | ---------- | -- | -- | - | - | - | - | - | - | ------------------- | ----- |
| Francina Armengol (PSIB-PSOE) | 27 de junio de 2019 Mayoría requerida: Absoluta (30/59) | Sí         | 19 |    | 6 |   | 4 |   |   | 2 | 1                   | 32/59 |
| Francina Armengol (PSIB-PSOE) | 27 de junio de 2019 Mayoría requerida: Absoluta (30/59) | No         |    | 16 |   | 5 |   | 3 |   |   |                     | 24/59 |
| Francina Armengol (PSIB-PSOE) | 27 de junio de 2019 Mayoría requerida: Absoluta (30/59) | Abstención |    |    |   |   |   |   | 3 |   |                     | 3/59  |

## Resultados por isla
|                    | Circunscripción | Circunscripción | Circunscripción | Circunscripción |
| ------------------ | --------------- | --------------- | --------------- | --------------- |
| Mallorca           | Menorca         | Ibiza           | Formentera      |                 |
| Censo electoral    | 628.628         | 70.416          | 95.043          | 7.529           |
|                    |                 |                 |                 |                 |
| PSOE               | 92.658          | 10.940          | 13.882          | n/a             |
| PSOE %             | 27,19 %         | 27,86 %         | 30,49 %         | n/a             |
| PP                 | 70.002          | 10.484          | 14.809          | 1.420           |
| PP %               | 20,54 %         | 26,70 %         | 32,53 %         | 38,24 %         |
| UP                 | 32.080          | 4.445           | 5.299           | n/a             |
| UP %               | 9,41 %          | 11,32 %         | 11,64 %         | n/a             |
| Cs                 | 34.686          | 3.832           | 4.001           | n/a             |
| Cs %               | 10,18 %         | 9,76 %          | 8,79 %          | n/a             |
| Més                | 39.415          | n/a             | n/a             | n/a             |
| Més %              | 11,57 %         | n/a             | n/a             | n/a             |
| VOX                | 31.395          | 1.181           | 2.295           | n/a             |
| VOX %              | 9,21 %          | 3,01 %          | 5,04 %          | n/a             |
| El Pi              | 30.319          | 1.029           | 1.748           | n/a             |
| El Pi %            | 8,90 %          | 2,62 %          | 3,84 %          | n/a             |
| MpM                | n/a             | 6.058           | n/a             | n/a             |
| MpM %              | n/a             | 15,43 %         | n/a             | n/a             |
| GxF                | n/a             | n/a             | n/a             | 2.036           |
| GxF %              | n/a             | n/a             | n/a             | 54,83 %         |
| Otros Candidatos   | 6.921           | 754             | 3.035           | 198             |
| Otros Candidatos % | 2,03 %          | 1,91 %          | 6,67 %          | 5,33 %          |